# Istálló

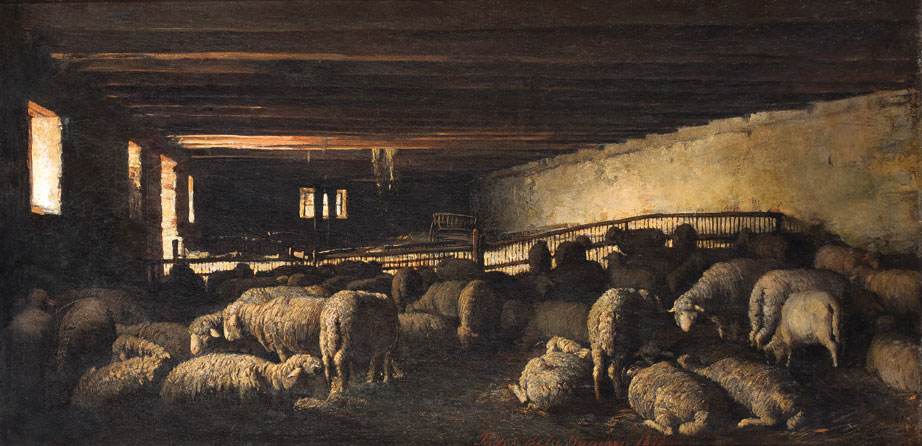
Birka-akol – 1872

Az istálló a háziállatokat magába fogadó fedett helyiség, épület avagy egész épületcsoport, mely az állatokat az időjárás viszontagságai ellen megvédi, nekik pihenő és nyugvó helyet ad és célirányos beosztásával azoknak etetését, ápolását és felügyeletét biztosítja. Az istállók elrendezése és beosztása elsősorban a bennük elhelyezendő állatok mineműségétől függ, másodsorban pedig attól, hogy azok mely célra: tenyésztésre, termékek előállításra, munkára stb. használtatnak-e. Minden esetben főfeladatunk az, hogy egészséges, száraz, hideg és szél ellen teljesen óvott istállókat építsünk. Különösen ló-, marha- (tehén-, ökör-) és birkaistállót (ez utóbbit akolnak is hivják) különböztetünk meg. A baromfinak és sertésnek elhelyezési helyét ólnak vagy ez utóbbiét szállásnak is mondják.

## Fajtái

### Lóistálló

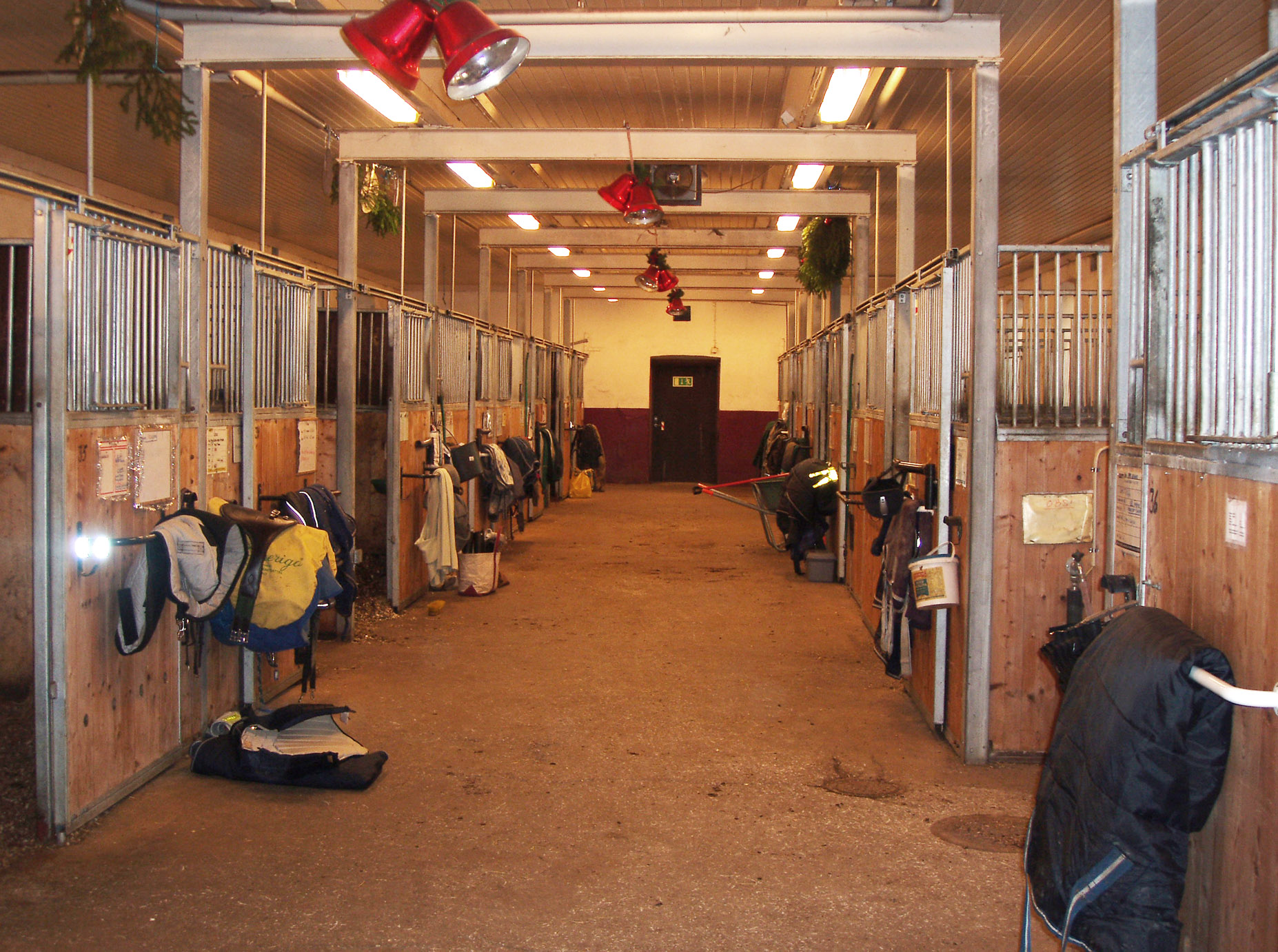
Lóistálló belseje

A lóistálló nyáron lehetőleg hűs, télen meleg legyen; hőmérséklete +15° R.-től +20° R-ig változik. Ha az épület szabadon áll, úgy bejárója lehetőleg a keleti oldalon legyen. Belső beosztását a lovak értéke avagy használati módja állapítja meg. Nagyobb istállókban a lovak állásait az istálló hosszában osztják be egy sorban, egy oldaljáróval, vagy két sorban egy középjáróval; kisebb istállókban e beosztás a hosszfalakra keresztben álló oldalfalak mentén is történhetik. A lóállásoknak mérete a lovak neme szerint változik: igás lovak állása 1,35 m széles és 2,50-2,80 m hosszú; luxus lovaké, paripáké 1,60 m széles és 3,50 m hosszú; méneké 2,50 m széles, anyakancáké 3,80-5,00 m széles (ha ez utóbbiak csikaikkal együtt vannak). Az oldaljáró 1,60-2,20 m széles, a középjáró 2,50-3,50 m. Az istálló magassága kevés számú lónál körülbelül 3,00 m, 15-30 lónál 3,50-4,00 m, nagy urasági istállókban 5-6 m. Vérbeli lovak számára előkelőbb istállókban ugynevezett boxokat, ketreceket készítenek. A paddock-ok, kifutók, oly rekeszek, melyeknek ajtaja közvetlenül egy kisebb körülterített udvarra nyílik; a kis udvar viszont egy nagyobb, szintén bekerített térséggel van kapcsolatban, melyben a lovak szabadon mozoghatnak.
A lóistállók ablakai oly magasságban helyezendők el, hogy a belső világosság a lovak szemeit ne bántsa; az ablaknyílás alsó párkánya tehát mintegy 2,40-2,80 m-nyire legyen az istállótalajtól. Az ajtók 1,25-2,00 m szélesek és 2,40-3,20 m magasak. Legcélszerűbb, ha a lóistálló boltozva van, mely esetben a boltozatot vas- vagy kőpillérek tartják. Igen jó a vastartók közé iktatott téglaboltozat is, mert az egyes állások vasoszlopait a vastartók gyámolítására fel lehet használni. Fafödémek az istállókban fejlődő párák miatt hamar elpusztulnak. Kiváló gond fordítandó a talaj elkészítésére, ennek száraznak, tömöttnek, könnyen tisztán tarthatónak, de mindamellett nem keménynek és elég melegnek kell lennie. Fontos az istállótalaj tömöttsége, hogy a vizelet magába bele nem vehetvén, az istálló levegőjét ne ronthassa. Az istálló talaj elkészítésére különféle anyagot használunk: a lóállásokban termés vagy kockakövet (durva, hideg és nehezen tartható tisztán), klinker-téglát (elég jó), fakockákat (rossz) vagy padlóhidlást; gazdagabb istállókban keramitot, mettlachi lemezeket, aszfaltot (csúszós), vulkanizált kaucsukot, guttaperkát stb., a járók burkolására élére állított téglát, aszfaltot stb. Nagy figyelemmel kell lenni a vizelet elvezetésére, mely laposabb vagy öblösebb, nyitott avagy fedett csatornákban történik. Legcélszerűbbek a lapos, nyitott, meglehetősen erős esésű vizeletlevezető csatornák, melyeket ez esetben cementbe rakott klinker-téglákból raknak ki, avagy márványból vagy öntött vasból készülnek. Csak a luxusistállókban alkalmaznak fedett vizeletvezető csatornákat öntött vasból, megfelelő mennyiségű bűzelzáróval kapcsolatos nyilással. Célszerű e csatornákat erős vízsugárral naponta kitisztítani. Az egyes lóállások felszerelése a teljes egyszerűség és a legrafináltabb fényűzés között mozog. A felszerelés áll a lovakat egymástól elválasztó rúdból, választófa, vagy deszkafalból, a jászolból és a szénatartóból. Igás lovak számára elégséges a közönséges, fából készült és végein megvasalt választófa, mely egyik végén a jászolhoz, a másikon a mennyezethez, vagy egy álló oszlophoz van lazán erősítve, hogy ide-oda himbálózhassék és könnyen kiakasztható legyen. Drágább minőségű lovakat valóságos választófalak különítik el egymástól; ezek alul 1,50-1,60 m magasságig tömötten deszkából készülnek, melyre fölül egy öntött vagy kovácsolt vasból készült rács jön.
Hasonlóképpen vannak a ketrecek is építve. A jászol állhat fából, kőből, fajanszból, cementöntvényből és öntött vasból, végig futhat az összes állásokon, vagy kaphat minden ló egyet külön (célszerűbb). Ha fából van, akkor éleit vaslemezekkel kell borítani, mert a fát a lovak megrágni szeretik; jászolok zománcozott öntött vasból újabb időben igen divatosak. Szénatartóul néha a lovak feje fölött keresztbe fektetett létre is szolgál, majd öntött vagy kovácsolt vasrudakból készült kosár. Gazdagabban fölszerelt istállókban manapság a szénatartót nem a lovak feje fölé, hanem közvetlen a jászol mellé vagy a jászolra helyezik, hogy a lovak szemeibe por vagy piszok ne hulljon és nyakuk természetellenes mozgást ne végezzen. Lóistálló épületekben az istállóval kapcsolatosan helyezik el a szerszám kamrát és kocsiszínt, nemkülönben gyakran egy üveggel fedett helyiséget is, mely alatt a kocsit, lovakat mossák.
Fejedelmi istállókban (Marstallok) a belső felszerelés pompájához még egész sor mellékhelyiség: külön szerszám-, nyereg- és zablya-kamrák, helyiségek beteg lovak számára, zabos kamrák, iroda, fedett lovagló hely stb. járul. Tenyészló istállók nagyban és egészben a cikkünk elején említett elrendezést követik azzal a különbséggel, hogy ezekben az anyakanca és csikaja számára a lehető legtágabbra készült állások majdnem mindig az istálló hosszirányában vannak beosztva. Az ún. kifutókat költséges elrendezéssel inkább csak telivér lovak számára készítik.

### Marhaistálló

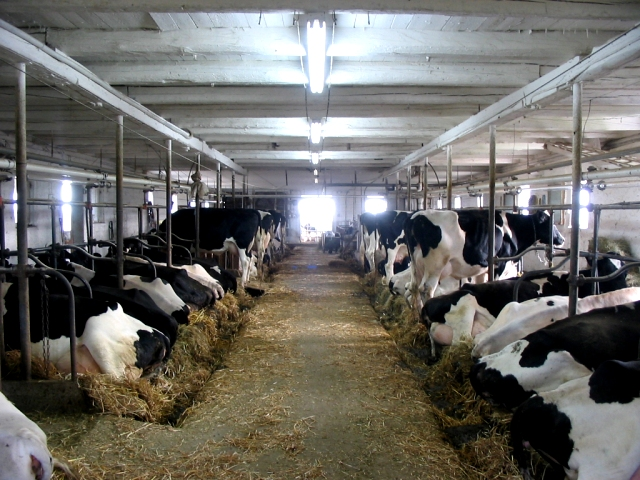
Tehenek egy marhaistállóban

Az ökrök és tehenek számára készült istállót hívjuk különösen e néven. Úgy az ökör-, mint a tehénistálló körülbelül egyforma elrendezést kap azzal a különbséggel, hogy az ököristállókban az ökröknek nagy szarvai miatt az állásokat szélesebbre tervezzük és a jászolt nem közvetlenül a fal mellé helyezzük, hanem valamivel eléje, a fal pedig deszkával burkoltatik. A marhaistállóknak bejárata lehetőleg északnak feküdjék. A marhák a falak hosszában vagy fejjel a fal felé állanak, vagy pedig fejjel egy középfolyosó felé, mely utóbbi elrendezés az etetést lényegesen megkönnyíti. Egy-egy tehénállásra jászol nélkül 1,90-2,50 m hosszúságot és 1,00-1,20 m szélességet, az ökörére pedig 1,90-2,30 m hosszaságot és 1,30-1,40 m szélességet számítanak. A közép etető folyosó a jászollal együtt 1,90-2,50 m széles, a szélső – trágyahordásra használt – járó vagy járók 1,00-1,90 m szélesek. A kétsoros marhaistállók tehát mintegy 8-12 m mélyek, magasságuk az elhelyezendő marha száma szerint 2,80-3,80 m. A takarmány tartás vagy annak elkészítése miatt a marhaistállókkal takarmánykamrák vannak kapcsolatban; minden állatra ebben mintegy 0,40-0,50 négyzetméter számítandó. Az ajtók legkevesebb 1,40 m szélesek és 2,10 m magasak, az ablakok a padozattól 1,75 m magasságban helyezendők el. Legjobb, ha az istálló boltozva van, költségkimélés szempontjából azonban az olcsóbb fagerendás födémszerkezetek is használhatók. Az istállótalaj termés- vagy kockakövekkel, vagy pedig élére állított téglákkal legyen kirakva, széles, nyitott és sekély csatornákkal. A jászolok ugy készüljenek, hogy azokban a marháknak úgy száraz, mint híg eledel is adható legyen. A padlókból készült fajászolok csak a száraz takarmányhoz használhatók előnnyel; legjobb, ha azok falazott alapra vagy cementöntvényből készülnek. Szélességük 0,40-0,50 m, mélységük 0,25-0,30 m és felső peremük a padló fölött mintegy 0,70 m magasságban fekszik. Borjuk számára legcélszerűbb, ha külön ketrecek vannak, melyekben azok hármasával, négyesével helyeztetnek el; minden darabra 1,40-1,60 négyzetméter tér számítandó.

### Birkaistálló
Más néven akol. Lehetőleg szabad és száraz helyen építendő, délnek vagy délkeletnek fekvő homlokzattal. Választófalak belül nem szükségesek, hanem minél nagyobb szabad tér, melyben az állatok szabadon mozoghatnak. Ha a birkaistálló úgy van elrendezve, hogy a birkák takarmányát a földre hintik, akkor egy birkára elégséges 0,64-0,70 négyzetméter tér, ha azonban vacokból etettetnek, akkor egy anyabirkára a báránnyal együtt körülbelül 1,00-1,10 négyzetméter, egy ürüre mintegy 0,80 négyzetméter tér szükséges. Az istálló legkisebb szélessége mintegy 9,5 m, magassága 3,10-4,00 m. A födémhez deszkákkal borított fagerendás szerkezetet használnak fölül agyagtapasszal; ha a födém faoszlopokkal alá van támasztva, akkor ezek az oszlopok gömbölyűek vagy legalább sokszögűek legyenek, hogy a birkák az éles sarkokon gyapjukat meg ne tépjék.
Az istálló talaja mintegy 15-20 cm-rel fekszik magasabban az istálló környékénél és rendszerint csak föld feltöltésből áll. Az ajtók legalábbis 1,25 m szélesek és kifelé nyilók. Nagyon hosszú birkaistálló épületeknek déli oldalán minden 16 m-re kell egy 3,00 m széles és legkevesebb 2,80 m magas kapu a trágya kihordása miatt. Célszerű minél több, de inkább kisebb ablakokkal az istállót megvilágítani; ezeknek alsó széle az istálló talajától legalábbis 2,20 m magasságban legyen. Jó, ha a birkaistálló épületnek a közepén egy elkülönített tér van a takarmány elkőkészítésére. Ennek a térnek betonozott vagy téglákkal kirakott talaja az istálló talajánál mintegy 60 cm-rel magasabb és az egész tér az istállótól léc- vagy deszkakerítéssel van elválasztva. Innen megy fel a lépcső a szénapadlásra, mely minden egyes birkának téli eleségül 1,25 köbméter szénát legyen képes befogadni.